# Фрэнсис, Элизабет
Элизабет Фрэнсис (англ. Elizabeth Francis; 25 июля 1909, Сент-Мэри, Луизиана — 22 октября 2024, Хьюстон, Техас) — американская супердолгожительница, чей возраст подтверждён Группой геронтологических исследований (GRG) и Группой LongeviQuest (LQ). Являлась третьей старейшей жительницей планеты после Томико Итооки и Ины Канабарро Лукас и старейшей жительницей США. Её возраст на момент смерти составлял 115 лет 89 дней.

## Биография
Элизабет Фрэнсис родилась 25 июля 1909 года в Сент-Мэри, Луизиана, США. Её отца звали Джон, а мать Вирджиния. Её мать умерла, когда она была девочкой. Позже она переехала в Хьюстон, штат Техас, США, где её воспитывала тетя.
В 1928 году она родила единственного ребёнка, которого назвала Дороти.
В 1970 году она управляла кофейней на хьюстонской телестанции KTRK-TV.
По состоянию на февраль 2021 года у Фрэнсис было 3 внука, 4 правнука и 2 праправнука. Её сестра прожила 106 лет (1904—2011), что делает их одной из старейших пар сестёр.
По состоянию на август 2023 года Фрэнсис проживала со своей дочерью Дороти в Хьюстоне, штат Техас, США.
Умерла 22 октября 2024 года в возрасте 115 лет.

## Рекорды долголетия
- 4 июля 2023 года стала 7-м старейшим живущим жителем мира.
- 25 июля 2023 года стала 189-м человеком в истории, отметившим своё 114-летие.
- 12 декабря 2023 года стала 6-м старейшим живущим жителем мира.
- 22 февраля 2024 года, после смерти Эди Чеккарелли, стала 5-й старейшей ныне живущей жительницей мира и старейшей живущей жительницей США[9].
- 24 февраля 2024 года вошла в число 100 старейших верифицированных людей в мировой истории.
- 2 апреля 2024 года, после смерти Хуана Перес Мора, стала 4-й старейшей ныне живущей жительницей мира.
- 25 июля 2024 года стала 72-м человеком, отметившим 115 лет[10][11].
- 19 августа 2024 года, после смерти Марии Браньяс Мореры, стала третьей старейшей ныне живущей жительницей мира[12].